# Gevrey-Chambertin
Pour les articles homonymes, voir Gevrey-chambertin (AOC) et Gevrey.
Gevrey-Chambertin est une commune française située à 15 km au sud de Dijon dans le département de la Côte-d'Or, en région Bourgogne-Franche-Comté.
Ce village touristique et viticole, situé sur la route des Grands Crus le long de la côte de Nuits, jouit d'une réputation mondiale de prestige grâce à ses vins de Bourgogne de grand cru dont le plus célèbre est le chambertin.

## Géographie

### Climat
Pour des articles plus généraux, voir Climat de la Bourgogne-Franche-Comté et Climat de la Côte-d'Or.
En 2010, le climat de la commune est de type climat océanique dégradé des plaines du Centre et du Nord, selon une étude du Centre national de la recherche scientifique s'appuyant sur une série de données couvrant la période 1971-2000. En 2020, Météo-France publie une typologie des climats de la France métropolitaine dans laquelle la commune est dans une zone de transition entre le climat océanique altéré et le climat océanique altéré et est dans la région climatique  Bourgogne, vallée de la Saône, caractérisée par un bon ensoleillement (1 900 h/an), un été chaud (18,5 °C), un air sec au printemps et en été et des vents faibles. 
Pour la période 1971-2000, la température annuelle moyenne est de 10,7 °C, avec une amplitude thermique annuelle de 17,8 °C. Le cumul annuel moyen de précipitations est de 748 mm, avec 11 jours de précipitations en janvier et 7,4 jours en juillet. Pour la période 1991-2020, la température moyenne annuelle observée sur la station météorologique de Météo-France la plus proche, « Marsannay la Cote », sur la commune de Marsannay-la-Côte à 5 km à vol d'oiseau, est de 11,7 °C et le cumul annuel moyen de précipitations est de 803,0 mm,. Pour l'avenir, les paramètres climatiques de la commune estimés pour 2050 selon différents scénarios d'émission de gaz à effet de serre sont consultables sur un site dédié publié par Météo-France en novembre 2022.

## Urbanisme

### Typologie
Au 1er janvier 2024, Gevrey-Chambertin est catégorisée ceinture urbaine, selon la nouvelle grille communale de densité à 7 niveaux définie par l'Insee en 2022.
Elle appartient à l'unité urbaine de Gevrey-Chambertin, une agglomération intra-départementale dont elle est ville-centre,. Par ailleurs la commune fait partie de l'aire d'attraction de Dijon, dont elle est une commune de la couronne,. Cette aire, qui regroupe 333 communes, est catégorisée dans les aires de 200 000 à moins de 700 000 habitants,.

### Occupation des sols
L'occupation des sols de la commune, telle qu'elle ressort de la base de données européenne d’occupation biophysique des sols Corine Land Cover (CLC), est marquée par l'importance des territoires agricoles (47,4 % en 2018), en diminution par rapport à 1990 (50,5 %). La répartition détaillée en 2018 est la suivante : 
forêts (39,1 %), terres arables (27,4 %), cultures permanentes (20 %), zones industrielles ou commerciales et réseaux de communication (5,4 %), zones urbanisées (4,6 %), eaux continentales (2 %), milieux à végétation arbustive et/ou herbacée (1,4 %). L'évolution de l’occupation des sols de la commune et de ses infrastructures peut être observée sur les différentes représentations cartographiques du territoire : la carte de Cassini (XVIIIe siècle), la carte d'état-major (1820-1866) et les cartes ou photos aériennes de l'IGN pour la période actuelle (1950 à aujourd'hui).

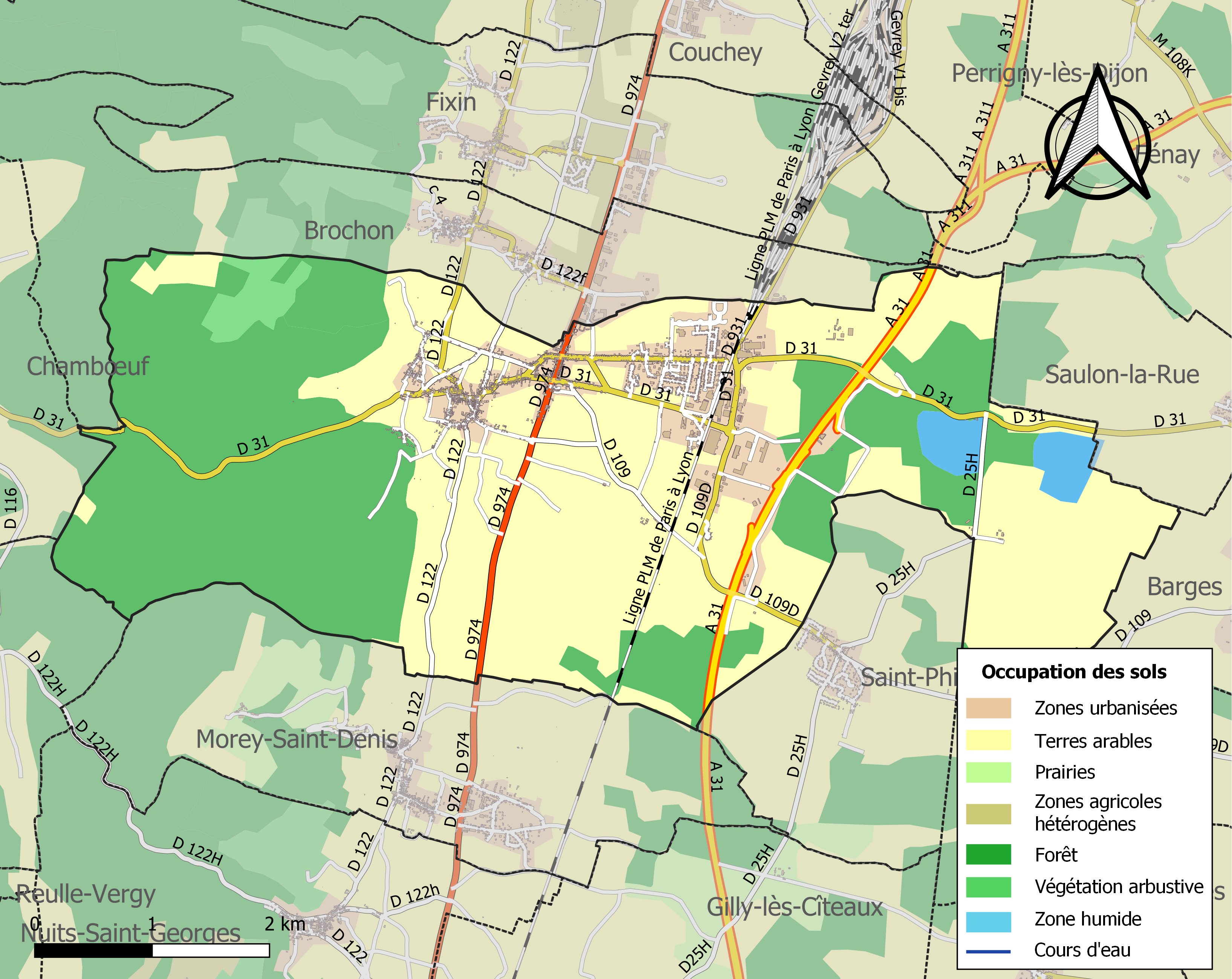
Carte des infrastructures et de l'occupation des sols de la commune en 2018 (CLC).

## Histoire
La bourgade de Gevrey-Chambertin a toute son histoire qui se déroule de la montagne à la plaine.

### Préhistoire
En 2005, des fouilles archéologiques au lieu-dit Au-dessus de Bergis ont permis de découvrir une occupation couvrant le Néolithique, la fin de l’âge du bronze et le début de l’âge du fer.

### Antiquité

#### Une proximité historique de lignes de partages et de voies de communication
Gevrey est historiquement située en Gaule « celtique », à la limite entre les peuplades indépendantes lingones et des sequani. La conquête des Gaules par Jules César conduit à la « Gaule » et à la société gallo-romaine.
La via Agrippa, route romaine stratégique tant pour les légions que pour le commerce, relie à partir du Ier siècle av. J.-C. Lyon à Langres en direction de Cologne. Elle privilégie un tracé en plaine :ainsi ce premier axe majeur de communication proche passe à quelques kilomètres à l'emplacement de Gevrey.
Avec les invasions barbares au Ve siècle, la région appartient au royaume des Burgondes ou de Bourgogne, sous l’autorité de Clovis.
Des découvertes archéologiques au XIXe puis dans la deuxième moitié du XXe siècle ont révélé l’existence de plusieurs sites gallo-romains et/ou mérovingiens le long de l'actuelle route nationale 74 (dont le tracé est un peu plus à l'ouest de Via Agrippa), en particulier un balneum et un cimetière.
L’origine du vieux village, au débouché de la Combe de Lavaux et à l'abri au pied des coteaux, est envisagée au VIIe siècle : à l’époque, le duc de Bourgogne Amalgaire cède à l’abbaye de Bèze quelques terres de Gevrey (appelé alors Gibriacus).
L’empire de Charlemagne met un terme aux guerres mérovingiennes puis carolingiennes : à sa succession par le traité de Verdun de 843, la Saône sert de frontière entre la Lotharingie, à l’est, et la France occidentale à la gauche, où se trouve Gevrey.
En 895, le duc de Bourgogne Richard le Justicier donne à l'abbaye dijonnaire de saint Bénigne des terres de Gevrey.

#### Début de la culture de la vigne
La vigne a été cultivée très tôt en Bourgogne. Mais c'est sur la commune que les recherches archéologiques ont permis de découvrir les premières vignes gallo-romaines, qui datent du Ier siècle av. J.-C..
En 2008, lors de l'agrandissement d'une zone pavillonnaire, 316 fosses ont été mises au jour, alignées en rang sur 6 000 mètres carrés, dans lesquelles on a repéré la trace de 120 ceps et où l'on peut voir en coupe le vide laissé par le tronc et les racines du pied de vigne. Cette découverte accrédite les préconisations de Pline l'Ancien et de Columelle. Comme aujourd'hui, les vignes étaient plantées en rang, mais le choix et l'exposition des terrains étaient différents, puisque les vignes gallo-romaines étaient situées dans les plaines, au lieu des coteaux de la majorité des Côtes de Nuits actuelles. De plus, les goûts devaient être différents, puisque, notamment pour assurer leur conservation, les gallo-romains y ajoutaient des épices.

### Moyen-Âge
Gevrey passe alors sous l'autorité de la maison de Vergy.

#### Construction du château de Gevrey-Chambertin[20]
En 1015 et 1019, un domaine construit sur une villa gallo-romaine, déjà entouré de vignes, prés et sources, est apporté en donation à l'abbaye de Cluny par les héritiers de la famille de Vergy. Hugues de Chalon, comte de Châlons évêque d'Auxerre et sa sœur Maheldis de Vergy, épouse de Geoffroy de Semur en Brionnais, qui le tenaient tous deux de leur mère Adélaïde de Vergy, le cédèrent donc à Odilon, cinquième abbé de Cluny, lequel fixa les redevances liées à l'usage de la fontaine (place du château), redevances en nature que l'on doit conduire au "cellarium indominicatum" (le cellier seigneurial). En 1101, le domaine devient un prieuré organisé.
Après les multiples ravages et incendies des XIIe et XIIIe siècles, résultats des guerres incessantes entre l’Église, les ducs de Bourgogne et les seigneurs des environs, Yves de Poisey (28ème abbé de Cluny), issu de la famille de Vergy par la branche Beaumont et fondateur du Collège de Cluny à Paris, décide, vers 1257 (sous le règne de Saint-Louis) de fortifier l'ancien prieuré. Celui-ci devient un "castrum" (château-fort), les travaux durant jusqu’en 1275.

#### Édification de l'église Saint-Aignan
L’église saint -Aignan est construite dans la deuxième moitié du XIIe siècle, ce qui lui fait conserver de substantielles parties romanes dans un édifice de style plutôt gothique. La paroisse est desservie par des clercs de l'évêché de Langres, dont Gevrey dépend.

#### Développement du vignoble
Le développement du vignoble se poursuit dans la Côte, et les différentes parcelles sont la propriété de congrégations religieuses, essentiellement l’abbaye de Bèze, l’abbaye Saint-Bénigne de Dijon, le chapitre de la cathédrale de Langres (qui est alors le diocèse dont dépend Gevrey), Cluny, et d’autres encore. Des transactions surviennent déjà, par exemple la cession du Clos de Bèze en 1219 au chapitre de la cathédrale de Langres.

#### Du duché de Bourgogne au domaine royal de France
Au gré de l’installation de la dynastie capétienne, les limites de la Côte fluctuent et le duché de Bourgogne se constitue progressivement. Ce dernier est en fin de compte intégré au royaume de France à la suite de la succession de Bourgogne, la Saône continuant à marquer une frontière orientale avec la Franche-Comté, non rattachée à la couronne.
Les traités d’Arras en 1482 puis de Senlis en 1493 soldent le conflit (guerre de succession de Bourgogne) entre Louis XI, Charles le Téméraire et son héritière Marie de Bourgogne, entérinant ainsi la cession du duché de Bourgogne. Gevrey appartient dès lors au domaine royal de France, tout l’ancien duché devenant une province, à la fois gouvernement militaire et ressort des États de Bourgogne et du Parlement de Dijon.

### Temps modernes
Le château de Gevrey dans sa forme actuelle est finalisé aux XVe et XVIe siècles. Il s’identifie plutôt à une maison forte ou à une cave fortifiée.
Une première halle est construite en 1502, à la suite de l'octroi par lettres patentes de Louis XII d'un marché hebdomadaire. Elle est détruite puis reconstruite en 1830, accueillant ensuite pendant quelques années la mairie et une caserne de pompiers.

#### La trace des guerres de religion
La France est marquée entre 1562 et 1598 par des guerres civiles d'origine religieuse, opposant partisans du catholicisme et partisans du protestantisme (les « huguenots ») dans des opérations militaires.
Entre la 2ème et la 3ème guerres, une armée protestante allemande commandée par le duc de Deux-Pont cherche à venir en aide aux protestants français emmenés par l’amiral de Coligny. Cette armée estimée à 7 500 reîtres et 6 000 lansquenets traverse donc la Bourgogne entre mars et mai 1569. Elle prend notamment Dijon puis l’abbaye de Cîteaux où elle s’installe quelques jours, réquisitionnant et pillant les environs de Nuits-Saint-Georges et de Beaune, et donc probablement de Gevrey-Chambertin. Elle affronte ensuite les armées royales à Chagny, puis victorieusement à Arnay-le-Duc en 1570.

#### Le pillage de 1636 lors de la guerre de Trente Ans
Gevrey subit entre septembre et novembre 1636 les conséquences de la guerre de Trente Ans. Il s’agit d’une série de conflits armés qui ont déchiré l’Europe de 1618 à 1648, opposant principalement les États allemands protestants, ayant les Provinces-Unis et des pays scandinaves comme alliés, et la maison catholique des Habsbourg et du Saint-Empire, et qui se solda par le traité de Westphalie.
Les armées sont souvent constituées de mercenaires, Les combats se déroulèrent dans plusieurs territoires d’Europe.
La France mène une intense activité diplomatique, se tenant longtemps à l’écart avant que le cardinal de Richelieu ne décide d’intervenir militairement.
Dans la chronologie des différents théâtres d’opérations, une opération est conduite en Franche-Comté, sorte de zone « tampon » entre la France et le Saint-Empire. À la suite d'un premier échec des troupes françaises à Dole en 1636, Gallas, généra l de l’armée impériale, envahit la Bourgogne avec son armée de Croates, tentant de prendre Dijon et avant d'échouer au siège de Saint-Jean-de-Losne et de devoir repasser le Rhin à l'arrivée de renforts.

#### Passage du diocèse de Langres au diocèse de Dijon
Le 9 avril 1731, le diocèse de Dijon est érigé à partir de celui de Langres, par la bulle Super specula du pape Clément XII ; la paroisse de Gevrey lui est alors rattachée.

#### Le rôle de Claude Jobert dans la promotion des vins de Gevrey
Au XVIIe siècle, Claude Jobert de Chambertin développe de manière significative le commerce du Chambertin et du Clos de Bèze au détriment des chanoines de la cathédrale de Langres qui perdent alors la possession de ce vignoble.

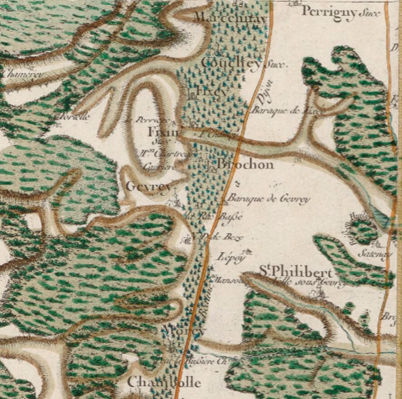
Carte générale de la France dite « de Cassini », publiée en 1761-1762, [https://gallica.bnf.fr/ark:/12148/btv1b530951952/f1

### Période contemporaine

#### LaRévolution française
En vertu d’un décret de la Constituante du 15 janvier 1790, la province de Bourgogne est supprimée et son territoire réparti entre quatre départements dont la Côte-d'Or auquel Gevrey appartient toujours.
Gevrey fait partie des communes qui adressent leurs félicitations à la Convention le 30 fructidor an II (16 septembre 1794), exprimant « leur indignation contre le traître Robespierre et ses infâmes complices, qui vouloient (voulaient) attenter à la souveraineté du peuple et à la représentation nationale, applaudissent au supplice de ces monstres, félicitent leurs frères de Paris d’avoir si bien secondé l’énergie des représentants du peuple la nuit du 9 au 10 thermidor, et invitent la Convention à rester inébranlable à son poste jusqu’à l’affermissement du gouvernement démocratique ».
Vendu comme bien national en 1791, le château est acquis, après un court intermède communal, par des particuliers.

#### Au cours duXIXesiècle
L’expansion des vins de Bourgogne se poursuit, et le roi Louis-Philippe publie en 1847 une ordonnance autorisant Gevrey à adjoindre à son nom celui de Chambertin, pour devenir Gevrey-Chambertin.
La guerre franco-allemande de 1870 passe par Gevrey, peu avant la bataille de Nuits-Saint-Georges, en novembre.
La fin du XIXe siècle est marquée par la terrible crise du phylloxéra, qui touche Gevrey-Chambertin au tout début des années 1880.
Le XIXe siècle voit le développement des voies de communication :
- la route reliant Chalon-sur-Saône à Sarreguemines se transforme en 1824 en route royale, puis en route impériale sous Napoléon III puis en route nationale 74, et profite du développement de l’automobile[27] ;
- la ligne de chemin de fer de Dijon Chalon-sur-Saône est ouverte le 1er septembre 1849, contribuant à développer le réseau PLM (Paris Lyon Marseille) ;
- un record du monde de vitesse est établi à 242,8 km/h sur cette ligne en 1953 avec une locomotive CC à traction électrique, le record suivant sera celui du TGV à 300 km/h en 1981 ;
- un tram relie Dijon, Gevrey-Chambertin, Nuits-Saint-Georges, des villages de la Côte et des hautes-Côtes, dont le dernier tronçon est arrêté en 1953 ;
- le sentier qui relie Gevrey-Chambertin et Chambœuf devient progressivement une route, avec le creusement d'un tunnel en 1887.

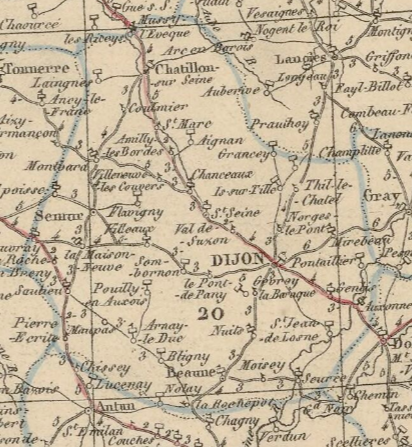
Carte générale des postes et des routes de la France : indiquant les bureaux de poste aux lettres et aux chevaux / Charles Monin, 1835; la mention "Gevrey et les Baraques" y figure.

#### Les débuts duXXesiècle[26]
En 1902, un hôpital cantonal est créé rue de la Gare et reconnu d’utilité publique, avec 8 lits et une infirmière. Il cesse de fonctionner en 1914, et est fermé en 1919. Il en subsiste un rare vestige.
Parmi les accidents climatiques remarquables, un orage d’une extrême violence s’abat le 28 juillet 1900 sur Gevrey-Chambertin et une partie de la Côte, entraînant depuis la combe de Lavaux un déferlement d’eau et de boue dans tout le village (écroulement du mur du Clos Saint-Jacques, environ 50 cm de hauteur d’eau dans les rues du vieux centre, inondation des caves, …).
Les années 1900 voient le développement du négoce, notamment la maison Thomas-Bassot, aujourd’hui disparue.
En 1905, la loi de séparation de l’Église et de l’État entre en application, dans un climat anticlérical, et il est procédé à l’inventaire de biens de l’église Saint-Aignan le 27 janvier 1906.
Le monument aux morts recense nombre d'hommes de Gevrey-Chambertin morts lors du 1er conflit mondial (1914-1918). Spécificité patrimoniale locale, il ne représente pas un combattant, comme beaucoup d’autres monuments du même style, mais une sorte d’obélisque sur laquelle est représentée une vigneronne en tenue traditionnelle, attendant père, mari ou fils.

#### La2èmeGuerre mondiale
Gevrey-Chambertin a été libérée par les troupes de la 1re Division Française Libre le 10 septembre 1944. Une stèle devant le château de Gevrey-Chambertin a été érigée en l'honneur de ses libérateurs par souscription publique.

#### Fin duXXesiècle
En 1947, Gevrey-Chambertin accueille, pour la première fois, la Saint-Vincent tournante, neuf ans après l'instauration de cette fête par la Confrérie des chevaliers du Tastevin. La manifestation y reviendra quatre fois : en 1960 (16e édition), 1980 (36e édition), 2000 (56e édition) et 2020 (76e édition).

## Toponymie
Gevrey obtient de s'appeler Gevrey-Chambertin en 1847. Afin de faire profiter la commune de la renommée du cru cultivé sur son territoire, le conseil municipal a demandé et obtenu l'adjonction de ce cru réputé.
Gevrey : nom de personne gallo-romain Gabrius (du gaulois gabros, « chèvre ») + suffixe -acum.
Chambertin : le champ de Bertuyn (nom propre germanique).

## Politique et administration

### Liste des maires
| Période                                  | Période   | Identité           | Étiquette | Qualité |
| ---------------------------------------- | --------- | ------------------ | --------- | --- |
| 1977                                     | mars 2014 | Jean-Claude Robert | PS        | Conseiller général du canton de Gevrey-Chambertin (1979-2015), Député (1999-2002) |
| mars 2014                                | 2020      | Bernard Moyne      | PS        | |
| mai 2020                                 | En cours  | Christophe Lucand  | PS        | Professeur agrégé et Docteur en histoire Président de la Communauté de communes de Gevrey-Chambertin et de Nuits-Saint-Georges Conseiller départemental du canton de Longvic depuis 2015 |
| Les données manquantes sont à compléter. |           |                    |           | |

## Démographie
Ses habitants sont appelés les Gibriaçois.

L'évolution du nombre d'habitants est connue à travers les recensements de la population effectués dans la commune depuis 1793. Pour les communes de moins de 10 000 habitants, une enquête de recensement portant sur toute la population est réalisée tous les cinq ans, les populations de référence des années intermédiaires étant quant à elles estimées par interpolation ou extrapolation. Pour la commune, le premier recensement exhaustif entrant dans le cadre du nouveau dispositif a été réalisé en 2007.

En 2022, la commune comptait 2 983 habitants, en évolution de −3,34 % par rapport à 2016 (Côte-d'Or : +0,82 %, France hors Mayotte : +2,11 %).
| 1793  | 1800  | 1806  | 1821  | 1831  | 1836  | 1841  | 1846  | 1851  |
| ----- | ----- | ----- | ----- | ----- | ----- | ----- | ----- | ----- |
| 1 193 | 1 231 | 1 214 | 1 268 | 1 388 | 1 465 | 1 481 | 1 596 | 1 625 |

| 1856  | 1861  | 1866  | 1872  | 1876  | 1881  | 1886  | 1891  | 1896  |
| ----- | ----- | ----- | ----- | ----- | ----- | ----- | ----- | ----- |
| 1 577 | 1 612 | 1 743 | 1 754 | 1 768 | 1 868 | 1 855 | 1 800 | 1 760 |

| 1901  | 1906  | 1911  | 1921  | 1926  | 1931  | 1936  | 1946  | 1954  |
| ----- | ----- | ----- | ----- | ----- | ----- | ----- | ----- | ----- |
| 1 764 | 1 626 | 1 543 | 1 439 | 1 508 | 1 518 | 1 486 | 1 603 | 1 823 |

| 1962  | 1968  | 1975  | 1982  | 1990  | 1999  | 2006  | 2007  | 2012  |
| ----- | ----- | ----- | ----- | ----- | ----- | ----- | ----- | ----- |
| 2 517 | 2 613 | 3 001 | 2 582 | 2 825 | 3 258 | 3 138 | 3 120 | 3 070 |

| 2017  | 2022  | - | - | - | - | - | - | - |
| ----- | ----- | - | - | - | - | - | - | - |
| 3 087 | 2 983 | - | - | - | - | - | - | - |

## Économie

### Vignoble et gastronomie
Le vignoble de Gevrey-Chambertin est un des plus prestigieux du vignoble de Bourgogne et même du vignoble français et mondial avec 310 hectares de cépage pinot noir vinifiés en vin rouge. Le vignoble de Gevrey-Chambertin produit à lui seul 9 des 33 grands crus AOC bourguignons :
- ruchottes-chambertin,
- mazis-chambertin,
- chambertin-clos-de-bèze,
- chapelle-chambertin,
- chambertin,
- charmes-chambertin,
- griotte-chambertin,
- latricières-chambertin,
- mazoyères-chambertin.

Le vignoble de la commune bénéficie également de nombreux climats bénéficiant de l'appellation gevrey-chambertin en premier cru, et de l'appellation communale gevrey-chambertin.
Les vins de Gevrey-Chambertin sont des vins de longue garde (10 à 20 ans et plus pour les exceptions). Pour des bourgognes, ils sont très colorés, puissants, aux arômes et saveurs intenses évoquant entre autres le cassis, cerise, musc, réglisse.

La puissance des vins de Gevrey-Chambertin s'associe avec une cuisine corsée et élaborée : viande rouge grillée, gigot de mouton, bœuf bourguignon, civet de lapin, coq au vin, coq au Chambertin, fromages puissants, époisses, etc. (cuisine bourguignonne).

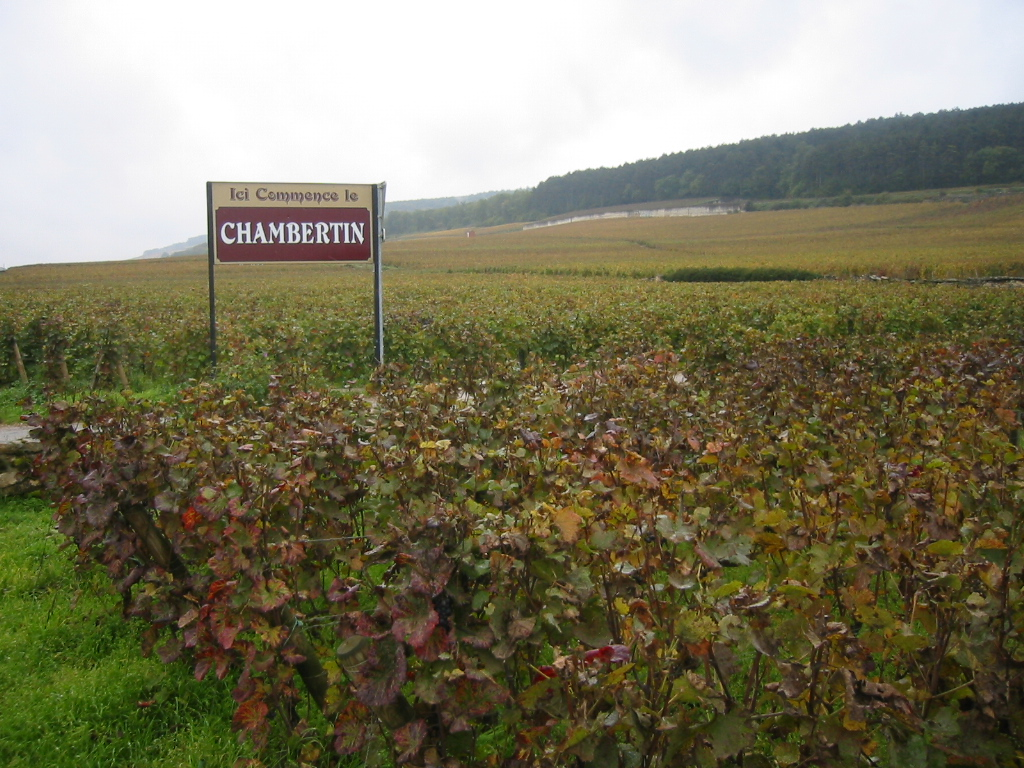
Limite du vignoble.
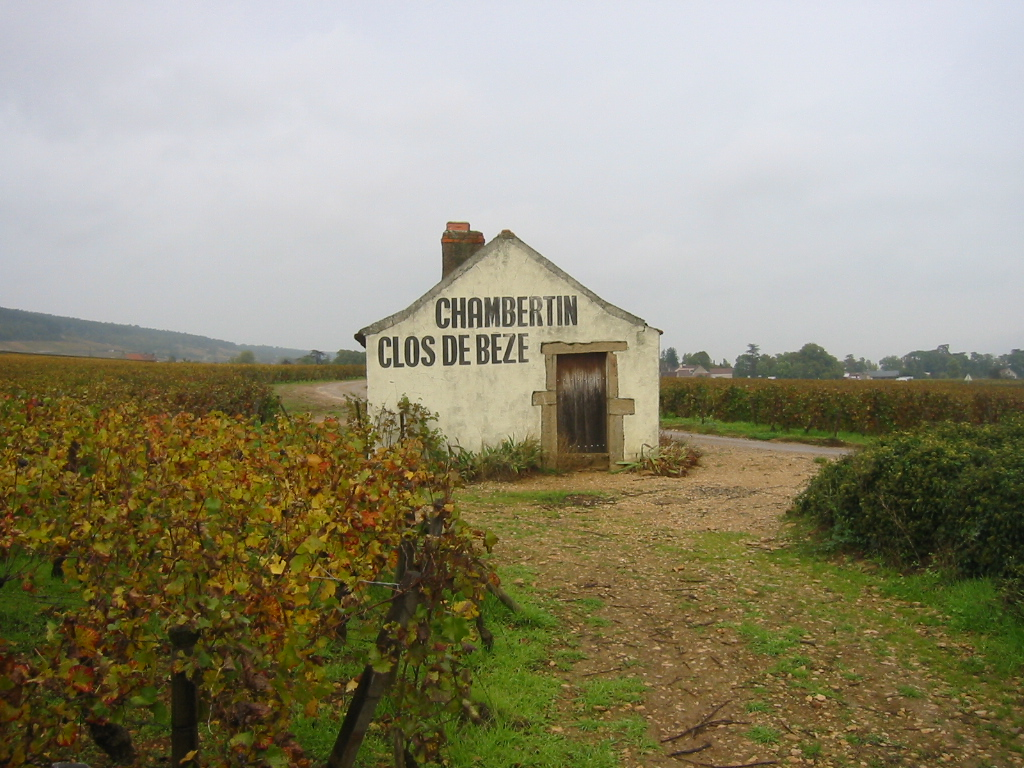
Clos de Bèze.
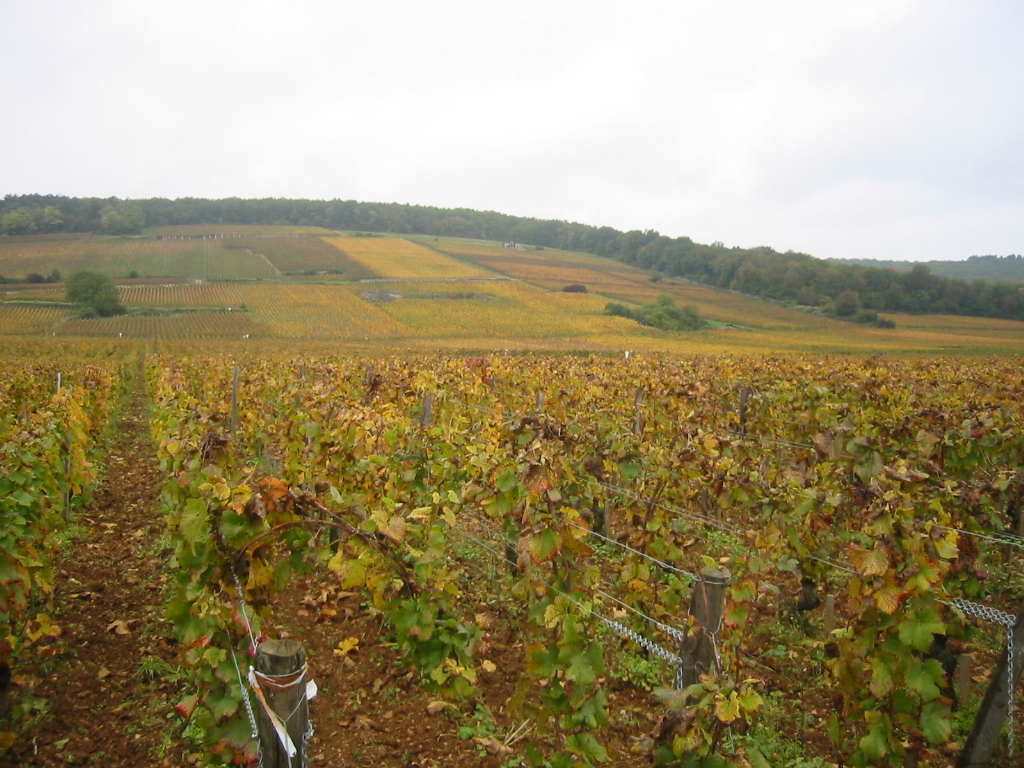
Vignoble de Gevrey-Chambertin.

### Transports
Gevrey-Chambertin est lié au réseau ferroviaire par la gare de Gevrey-Chambertin sur la ligne de Paris-Lyon à Marseille-Saint-Charles.
Au nord de cette gare se situe le triage de Gevrey, qui a été rouvert en décembre 2011 comme triage central de transports de voitures PSA par sa filiale Gefco.

## Lieux et monuments
- Route des Grands Crus
- Château de Gevrey-Chambertin
- Église Saint-Aignan

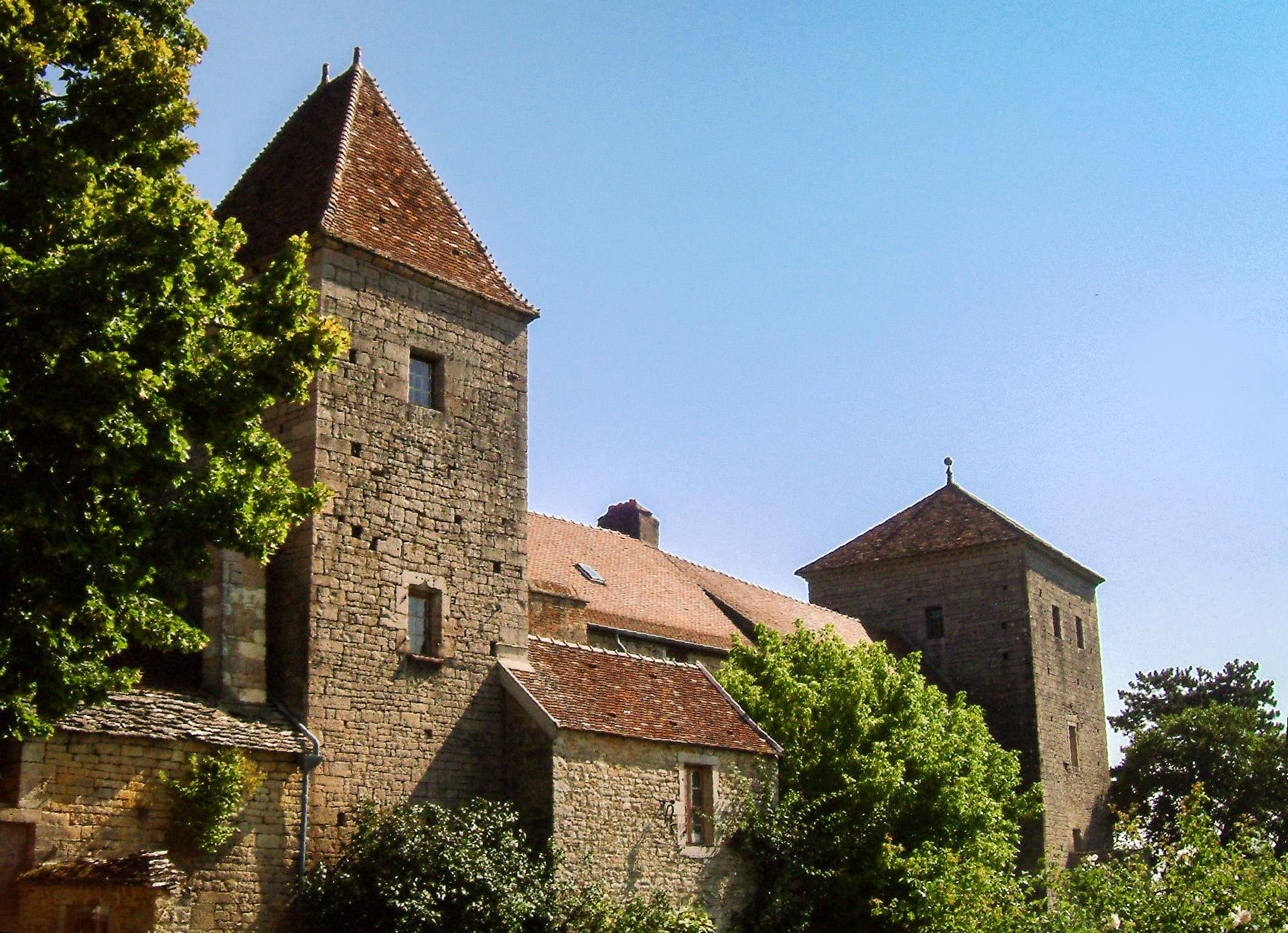
Château de Gevrey-Chambertin

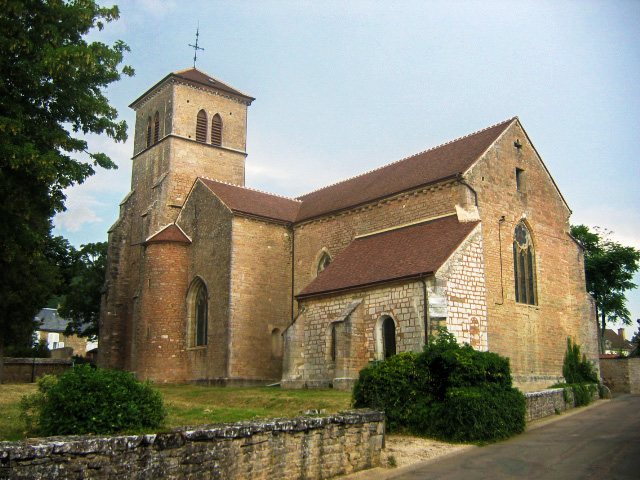
Église paroissiale Saint-Aignan

- La Réserve naturelle nationale de la combe Lavaux-Jean Roland
- La gare de triage pour le nœud ferroviaire de Dijon
- Vignoble de Chambertin.

## Protection de l'environnement
La côte et les combes sont classés dans la Zone naturelle d'intérêt écologique, faunistique et floristique de type I de la Côte dijonnaise et font partie du site Natura 2000 de l'Arrière côte de Dijon et de Beaune. La Combe Lavaux est une réserve naturelle classée au niveau national.

## Personnalités liées à la commune
- Jean Vion, abbé de Cîteaux (1440-1458)
- Claude Jobert de Chambertin, écuyer, secrétaire du roi au XVIIIe siècle, promoteur du développement commercial des grands crus Chambertin et Clos de Bèze
- Maurice Boitel : peintre français du XXe siècle
- Roger de Molen : haut fonctionnaire et criminel français du XIXe siècle
- Pierre Roulot : peintre et céramiste français du XXe siècle
- Gaston Roupnel : écrivain régionaliste du XXe siècle
- Jacques Théodore Saconney: général de division (armée de l'air), scientifique (photographie aérienne), aérostier, et cousin de Gaston Roupnel, XXe siècle
- Jean-François Bazin, journaliste, homme politique et écrivain, XXIe siècle

## Héraldique
| Blason de Gevrey-Chambertin | Blason  | Parti : au 1er de gueules aux deux clefs d'argent passées en sautoir et l'épée haute du même brochante et garnie d'or, au 2e coupé : au I d'azur semé de fleurs de lys d'or et à la bordure componée d'argent et de gueules, au II bandé d'or et d'azur de six pièces et à la bordure de gueules. |
| Blason de Gevrey-Chambertin | Détails | Différences entre dessin et blasonnement : bordure componée d'argent et de gueules. Le statut officiel du blason reste à déterminer. |

## Jumelages et Échanges
La commune est jumelée avec Nierstein dans la région de Hesse-rhénane en Allemagne et avec la ville de Spy en Belgique dans la province de Namur.
La chorale Albasso a reçu la chorale La Sarteline de Sart-Bernard dans la province de Namur en Belgique les 24 et 25 mars 2007. À son tour, la chorale de Gevrey-Chambertin s'est rendue en Belgique les 1er et 2 mars 2009. Le retour de la chorale belge dans notre commune est actuellement à l'étude.